# Brian Cox (rugbysta)
Brian Cox (ur. 24 września 1928 w Sydney, zm. 13 czerwca 2015) – australijski rugbysta, reprezentant kraju, działacz sportowy.
Uczęszczał do Sydney Church of England Grammar School, gdzie występował w pierwszej drużynie rugby tej szkoły, po czym związał się z lokalnym klubem Manly RUFC. Dla Marlins w latach 1947–1958 rozegrał 142 spotkania, w połowie lat pięćdziesiątych uważany był za jego najlepszego gracza w obronie, w 1956 roku uhonorowany został wyróżnieniem dla najlepszego zawodnika zespołu, a także wybrany do drużyny stulecia. W 1950 roku zaliczył epizod w angielskim Rosslyn Park F.C., a po powrocie znalazł się w stanowej drużynie Nowej Południowej Walii i w barwach Waratahs w latach 1951–1957 wystąpił czternastokrotnie. W 1952 roku został po raz pierwszy powołany do australijskiej reprezentacji, gdzie o miejsce w składzie walczył z Cyrilem Burke. Prócz występów przeciw regionalnym zespołom do 1957 roku rozegrał łącznie dziewięć testmeczów z Nową Zelandią, Fidżi i RPA. Karierę sportową zakończył w 1958 roku. Jego grę charakteryzowała wysoka dokładność podań.
Pracował zawodowo jako quantity surveyor. Pozostał jednak związany ze sportem jako sędzia oraz działacz sportowy, selekcjoner Manly i stanowej reprezentacji, a także w latach 1989–2006 jako wolontariusz podczas spotkań Manly, Waratahs i testmeczów Wallabies rozgrywanych w Sydney.
Był żonaty z Judy, z którą miał dwóch synów – Phillipa i Mitchella – również graczy Manly i Wallabies.